# Anselma Dell'Olio
Anselma Dell'Olio, née le 6 mai 1941 à Los Angeles (Californie), est une actrice, réalisatrice, documentariste, journaliste, critique, traductrice américaine naturalisée italienne.

## Biographie
Fille d'un père apulien ayant immigré en Californie dans les années 1930 et d'une mère juive américaine d'origine russe, elle est venue pour la première fois en Italie à l'âge de 13 ans.
Féministe historique, elle a été l'une des protagonistes de la lutte pour les droits civiques aux États-Unis dans les années 1960 et 1970,.
En 1987, elle a épousé Giuliano Ferrara. En 1992, elle co-anime avec son mari le premier et unique épisode de Lezioni d'amore, une émission de télévision qui devient dès le départ une affaire politique et qui est annulée au bout de dix jours par Silvio Berlusconi sous la pression de la Démocratie chrétienne.
Elle participe en tant que critique de cinéma à l'émission de Gigi Marzullo, Cinematografo, diffusée tous les samedis soirs sur Rai 1. Elle tient également des rubriques dans divers magazines, dont Grazia, Liberal et Il Foglio.
Jusqu'en juillet 2014, il était membre de la commission ministérielle MiBAC qui attribue des subventions aux films d'intérêt culturel.
En 2018, elle remporte un David di Donatello, dans la section documentaire, pour la réalisation de La lucida follia di Marco Ferreri.

## Filmographie
- 1978 : Rêve de singe (Ciao maschio) de Marco Ferreri
- 2014 : Registe de Diana Dell'Erba - documentaire
- 2018 : La lucida follia di Marco Ferreri d'Anselma Dell'Olio - documentaire
- 2020 : Fellini des esprits (Fellini degli spiriti) d'Anselma Dell'Olio - documentaire[8]
- 2022 : Franco Zeffirelli, conformista ribelle d'Anselma Dell'Olio - documentaire
- 2023 : Enigma Rol, d'Anselma Dell'Olio - documentaire